# Beaulieu (Cantal)
 Beaulieu  es una población y comuna francesa, situada en la región de Auvernia, departamento de Cantal, en el distrito de Mauriac y cantón de Champs-sur-Tarentaine-Marchal.

## Demografía
| 145 | 137 | 139 | 150 | 132 | 137 |
| Para los censos de 1962 a 1999 la población legal corresponde a la población sin duplicidades (Fuente: INSEE [Consultar]) |     |     |     |     |     |